# 1886 v športu
1886 v športu.

## Bejzbol
- World Series - St Louis AA premagajo Chicago NL s 4-2 v tekmah
- V St. Louisu je ustanovljen časnik The Sporting News, ki postane vodilni časopis, ki pokriva bejzbol.

## Golf
- Odprto prvenstvo Anglije - zmagovalec David Brown
- Britansko amatersko prvenstvo - zmagovalec Horace Hutchinson

## Šah
- Wilhelm Steinitz postane prvi šahovski svetovni prvak

## Konjske dirke
- 14. maj: Kentucky Derby - zmagovalec Ben Ali

## Nogomet
- 13. marec: Tinsley Lindley zadene na prvi od njegovih rekordnih 9 zaporednih tekem, na katerih je zadel gol za Anglijo
- 20. marec: John Lambie postane s 17 leti in 92 dnevi najmlajši igralec in kapetan Škotske
- 10. maj: The Football Association sprejme predlog N. Lane Jacksona, igralca Old Corinthiansov, da bi za vsakega igralca beležili, koliko odigranih mednarodnih tekem ima za sabo
- FA Cup - Blackburn Rovers premagajo West Bromwich Albion z 2-0 po podaljšku (po rednem delu je 0-0)
- Ustanovljen je Dial Square F.C., klub delavcev Royal Arsenala, ki igra prvo tekmo 11. decembra. Klub kasneje postane znan kot Arsenal F.C.

## Hokej na ledu
- 8. december: prva svetovna hokejska liga, Amateur Hockey Association of Canada (AHAC), je ustanovljena na srečanju v Montrealu, Kanada.

## Veslanje
- Regata Oxford-Cambridge - zmagovalec Cambridge

## Jadranje
- New York Yacht Club zadrži America's Cup, ko njihova jadrnica Mayflower britanskega izzivalca Royal Northern Yacht Club in njihovo jadrnico Galateo porazi z 2-0 v regatah

## Dogodki
- V Angliji je ustanovljena The Hockey Association z namenom definiranja pravil hokeja na travi

## Rojstva
- 4. januar — Torsten Kumfeldt, švedski vaterpolist († 1966)
- 12. marec — Vittorio Pozzo, italijanski nogometni trener († 1968)
- 29. april — Reggie Pridmore, britanski igralec hokeja na travi in kriketa († 1918)
- 16. julij — Brand Evers, nizozemski atlet († 1952)
- 20. avgust — Henk van der Wal, nizozemski atlet tekač († 1982)
- 25. september — May Sutton, ameriška tenisačica in zmagovalka US Opena in Wimbledona († 1975)